# Regno di Dian

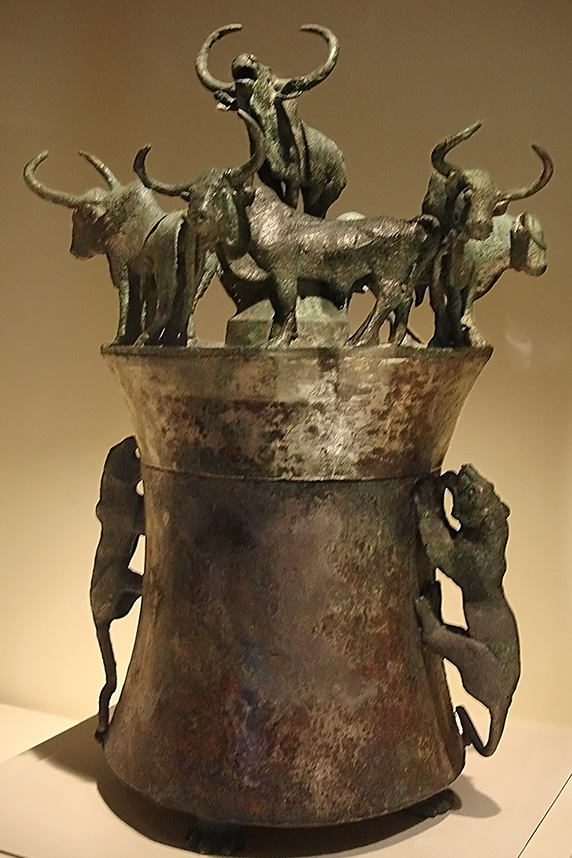
Recipiente bronzeo con decorazioni animali

Il Regno di Dian (cinese: 滇國 o 滇王國T, Diān guó o Diān wángguóP) fu fondato dal popolo di Dian, che viveva nei pressi del lago Dian nello Yunnan settentrionale, in Cina, tra il tardo periodo delle primavere e degli autunni e la Dinastia Han orientale. I Dian seppellivano i propri morti in fosse funerarie verticali. La lingua dei Dian era imparentata con le lingue tibeto-birmane.

## Storia
I Dian sono menzionati per la prima volta nello Shiji di Sima Qian. Secondo le fonti cinesi, il generale del Chu Zhuang Qiao fu il fondatore del Regno di Dian; i soldati cinesi che lo accompagnarono si unirono poi ai nativi. Zhuang conduceva una guerra di conquista nei confronti dei popoli "barbari" della zona, ma gli eserciti nemici gli impedirono di tornare nel Chu, così si stabilì nel luogo e divenne il re dei Dian. Il regno si trovava nei pressi di Kunming, confinava ad oriente con le tribù dello Yelang, ad occidente con le tribù del Kunming, e a nord con i cinesi, curando i rapporti con ciascuno di questi popoli.
Durante il regno di Qingxiang del Chu (298-236 a.C.), un esercito fu inviato in missione nell'area che comprende le odierne regioni dello Sichuan, del Guizhou e dello Yunnan.
Nel 109 a.C. i Dian furono poi soggiogati dalla dinastia Han sotto il regno dell'imperatore Wu. Il loro re accolse con favore l'ingerenza delle truppe cinesi, nella speranza che lo assistessero nel contrastare le tribù rivali; in questo periodo, ricevette il sigillo cinese divenendo così tributario dell'Impero. Il territorio del Regno di Dian fu definitivamente incorporato durante il regno dell'Imperatore Zhao.

## Sepolture reali
I Dian seppellivano i propri re a Shizhaishan. Le sepolture erano identificate attraverso l'iscrizione del sigillo del re, ricevuto direttamente dall'Imperatore Han. Sima Qian sottolinea che i Dian furono l'unico popolo della zona, assieme a quello degli Yelang, a ricevere un sigillo imperiale.

## Arte

### Lavori bronzei

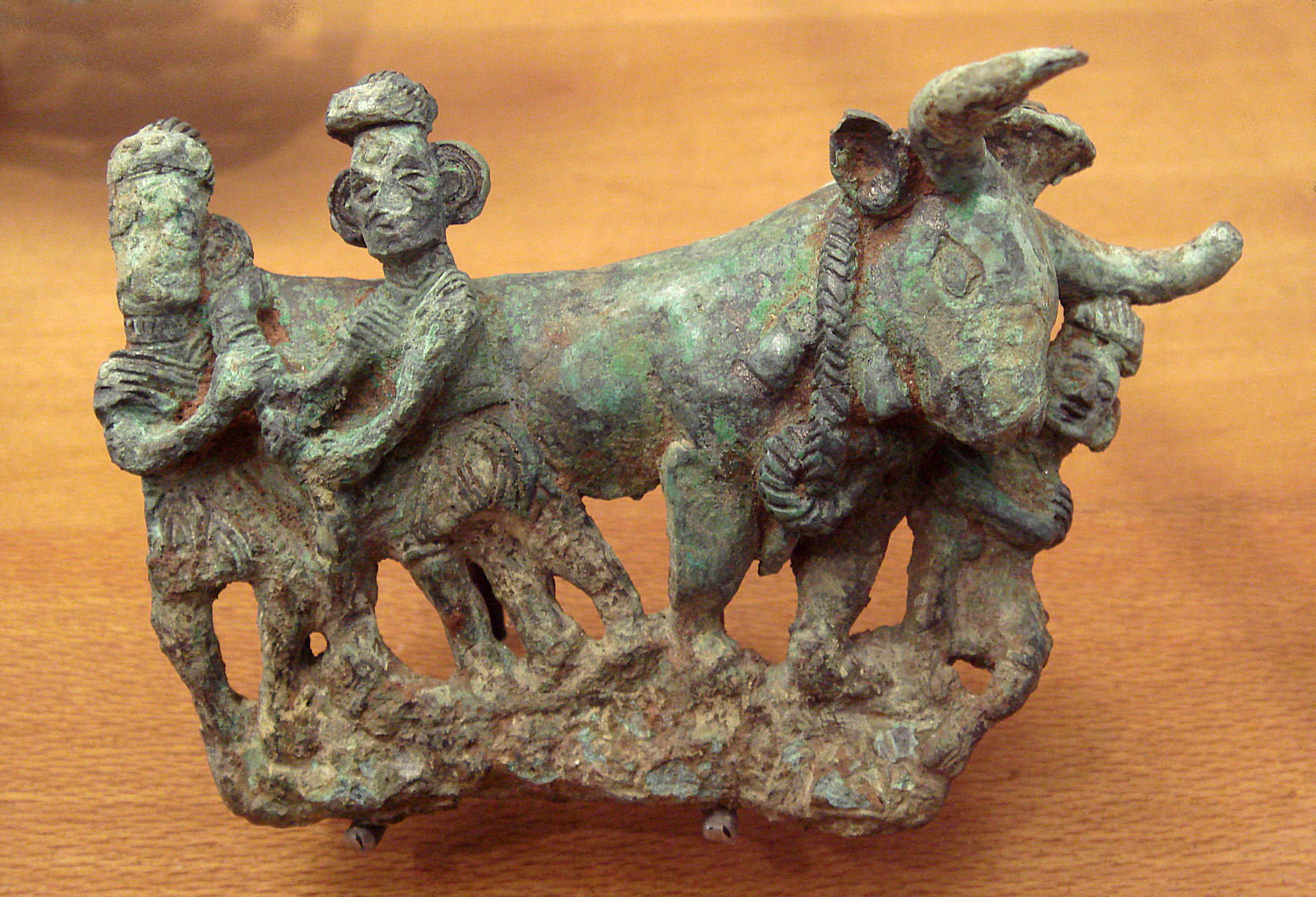
Scultura bronzea, III secolo a.C.

Il popolo Dian era piuttosto abile nella lavorazione dei metalli, riusciva a colare sia il bronzo che il ferro. Gli oggetti lavorati in bronzo venivano realizzati sia a cera persa che a stampo. Le sepolture degli aristocratici contenevano un'impressionante varietà di artifatti bronzei, sebbene le sepolture più tarde contenessero localmente oggetti di bronzo.
Grossi tamburi di bronzo furono impiegati dai Dian per comunicare in battaglia; nelle sepolture dei nobili tali oggetti accompagnavano il defunto nell'oltretomba: venivano riempiti di conchiglie e la parte superiore veniva sostituita con dei coperchi di bronzo.
Iaroslav Lebedynsky e Victor Mair sostengono che alcuni Sciti potrebbero essere emigrati nello Yunnan, in seguito alla loro espulsione da parte degli Yuezhi nel II secolo a.C.; gli scavi che hanno riportato alla luce l'arte preistorica della civiltà dei Dian nello Yunnan hanno mostrato la rappresentazione di scene di caccia raffiguranti cavalieri caucasici con indosso abiti di foggia centro-asiatica. Ulteriori reminiscenze scitiche sono rintracciabili nelle scene animali, con felini che aggrediscono buoi.

## Società
Sui coperchi dei tamburi sono spesso raffigurate scene di vita quotidiana dei Dian, attraverso le quali sono stati ricavati alcuni dei tratti fondamentali della loro società. Spesso sono infatti rappresentate scene di caccia, di tessitura ed agricole. Scene di piacere raccontano di come i Dian si dedicassero al combattimento tra tori, ballassero e apprezzassero la musica. I Dian erano usi indossare tuniche sopra calzoni corti. I capelli venivano spesso raccolti in code: le capigliature descritte da Sima Qian sembrano coincidere con quelle delle figurine umane bronzee.
Come confermato dalle rappresentazioni quotidiane in bronzo, i Dian avevano addomesticato i cavalli, approssimativamente attorno al VI secolo a.C.. I resti bronzei raffigurano inoltre l'usanza dei Dian di decapitare i propri nemici.
L'economia Regno di Dian si fondava sull'agricoltura; i bronzi hanno mostrato che un ruolo importante veniva rivestico anche dalla caccia e dalla schiavitù, oltre all'usanza di compiere sacrifici umani.